# دیوید زایاس
دیوید زایاس (به انگلیسی: David Zayas) (زاده ۱۵ اوت ۱۹۶۲) بازیگر پورتوریکویی است. او بیشتر به خاطر بازی در نقش انجل باتسیتا در سریال دکستر شناخته می‌شود.
از فیلم‌های معروف او می‌توان به بلوک ۱۶، سواری، گربه گمشده کرونا، جنون و محوطه اشاره کرد.